# ديفيد كين
ديفيد كين (بالإنجليزية: David Cain)‏ هو ملحن بريطاني، ولد في 1941.

## وصلات خارجية
- ديفيد كين على موقع IMDb (الإنجليزية)
- ديفيد كين على موقع ميوزك برينز (الإنجليزية)
- ديفيد كين على موقع ديسكوغز (الإنجليزية)